# Horolezecká cesta

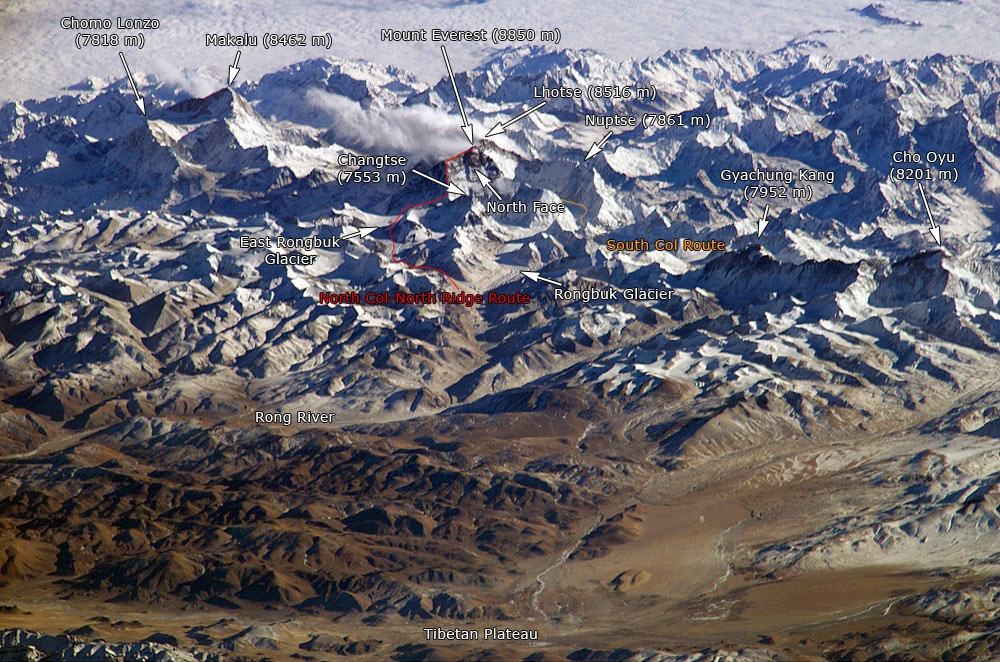
Himálajské pohoří s vyznačenou severní a jižní cestou na Mount Everest (fotografie z Mezinárodní vesmírné stanice)

Horolezecká cesta, lezecká cesta, skalní cesta či jen cesta je v horolezectví trasa výstupu na horu či skálu. U skal hovoříme o masivech (cesta končí zpravidla na temeni, pod vrcholovou hranou, nebo na konci kompaktní horniny) a věžích (cesta končí na vrcholu věže).
Poté, co je daná cesta poprvé přelezena regulérním lezeckým stylem (nejlépe tzv. čistě), hovoříme u dalších přelezech horolezců o jejím opakování (např. v Saských pískovcích se při zapisování do vrcholových knih výstupy a opakování navíc číslují do prvních 100). Na skále je tedy nová cesta tzv. "přelezená" nebo "udělaná", kdežto na umělých stěnách cestu "postaví" stavěč cest pro klienty nebo závodníky. Někde umožňují pravidla dělání cest shora (lezec si před přelezem cesty očistí skálu a připraví jištění), zejména na pískovcových skalách je ale povoleno nové cesty dělat pouze zdola s využitím vlastních sil, techniky lezeckého pohybu, včetně osazení vyměnitelných jistících pomůcek nebo stabilního jištění, což je cennější styl ve skalách i v horách.
Minimální délka cest a vzdálenost sousedních cest na skále je dána (místními) pravidly lezení. Na umělých lezeckých stěnách se cesty z důvodu úspory prostoru mohou dokonce překrývat, jsou rozlišeny barvou chytů nebo rozlišovacími páskami. Při boulderingu se místo cesty používá výraz boulder, leze se na kameny, malé skály, nebo jen do stanoveného místa ve skalní stěně.
Prvovýstupce, autor, nebo první přelezce dává cestě její název. Nové výstupy se evidují u správců skal národních lezeckých organizací, uvádí se název, obtížnost, jména, datum, styl a popis cesty, evidují se v databázích a jsou vydávány knižní, nebo internetové průvodce, v poslední době často např. ve formátu pdf. V mnoha lezeckých oblastech podléhají podle pravidel nové výstupy schvalování příslušnou oblastní vrcholovou komisí, což se může lišit místními nebo národními tradicemi. Pěkné cesty mohou být označené hvězdičkami, nebezpečné vykřičníkem, v průvodcích a databázích se používají i další symboly a piktogramy.
Cesty mohou mít také společnou část, přičemž pokud má cesta 1/3 společnou, jedná se o další novou cestu. Pokud má cesta společné 2/3 délky, hovoříme o variantě cesty (u názvu se uvádí zkratka "var."), cesta může mít i několik variant, varianta může mít podle některých tradic také samostatný název.
Cesty bývají někdy osazeny fixními jistícími body (borháky, nýty, kruhy), které do skály osazuje prvovýstupce, zpravidla hovoříme o tzv. sportovně odjištěných cestách. Většinou ve starších cestách, nebo na skalách, kde jsou dobré možnosti jištění, najdeme jen minimum fixních jistících bodů a při lezení si do skály lezci osazují vyjímatelné jistící pomůcky (nejčastěji např. uzly, smyčky, skoby, vklíněnce a friendy), hovoříme o tzv. tradičních cestách, nebo o tradičním způsobu jištění.

## Název cesty
Název cestě dává zpravidla její první přelezce (prvovýstupce), případně po dohodě členové vrcholového družstva nebo autor cesty. U horských výstupů byly nejstarší cesty pojmenovávány podle světových stran (např. jižní stěna, nebo severozápadní pilíř), národních expedičních týmů (např. Česká cesta), nebo jmen prvovýstupců (např. Messnerova cesta). V případě nejsnadnějšího nebo nejčastěji lezeného výstupu hovoříme o tzv. "Normálce" ("Normální cestě", "N.c."), což může být i označení mimo samostatný název cesty. Později s větším množstvím cest byly na horách i ve skalách cesty pojmenovávány také na počest např. významného horolezce a dále libovolně dle fantazie jejich tvůrců. Název cesty by neměl být hanlivý. U některých často opakovaných výstupů se traduje také další hovorově užívaný název (cesty si vysloužily přezdívku). V případě historických nepřesností v evidenci výstupů (např. ztráty vrcholové knihy či omylů v horolezeckých průvodcích, nebo nacionální rivality v období válek) mají některé cesty či dokonce skalní útvary více názvů, které se později podařilo zjistit.
Mezi další často používané názvy u skalních cest kromě světových stran patří také Náhorní nebo Údolní cesta ("Náhorka" a "Údolka"), náhorní cesta bývá zpravidla nejsnadnějším (i nejkratším) výstupem. Pokud má cesta horizontální směr nebo část, hovoříme o "traverzu", šikmý nebo diagonální směr je "diagonála" (pojmy mohou být také jako název nebo jeho část). Obdobně jsou součástí názvu i další horolezecké pojmy: hrana, kout, plotna, spára, komín, převis, žlab atd. Název tedy plní často také popisnou funkci ("Zelený hnus", "O strach postaráno"), čímž bývá někdy i jméno (či přezdívka) dobře známého horolezce ("Blázen", "Nebojsa", "Mistr"), podle jeho výkonnosti či stylu lezení a způsobu či počtu osazeného jištění v dané době.